# Lob
Pour les articles homonymes, voir Chandelle.

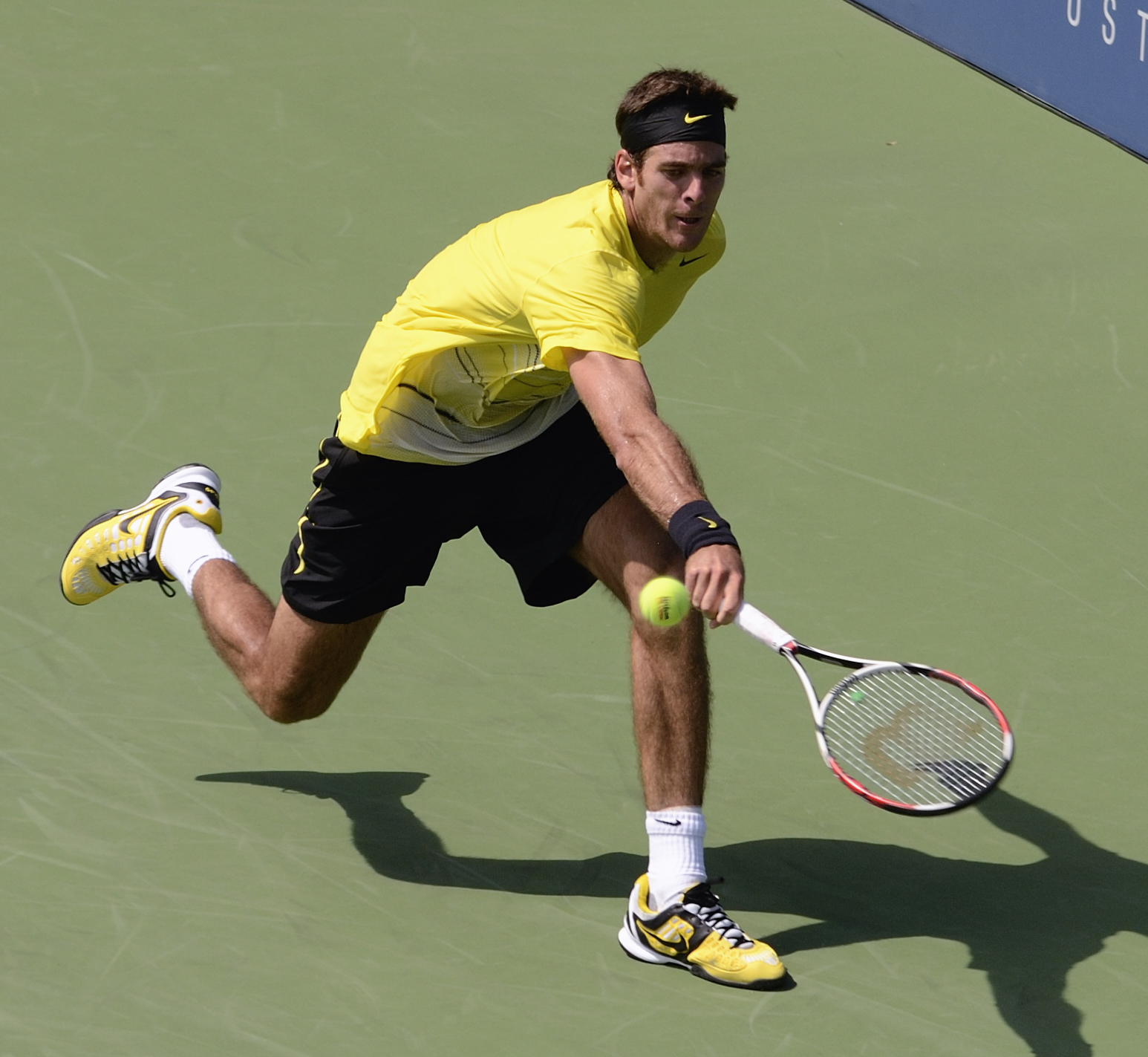
Exécution d'un lob défensif au tennis

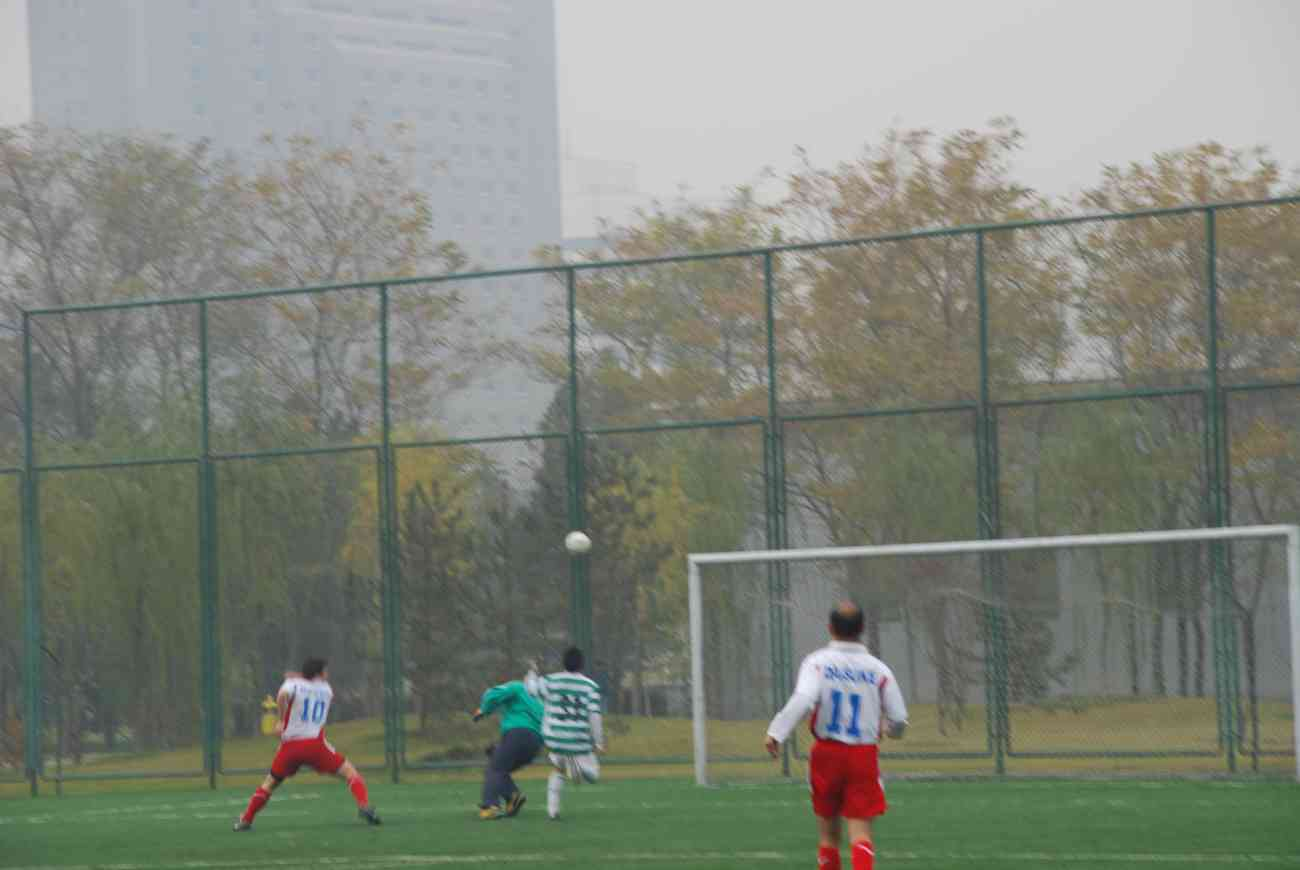
Lob au football, contre un gardien de but.

Le lob ou la chandelle est un coup utilisé dans plusieurs sports de ballon ou de balle, tels que le football, le tennis, le rugby ou le volley-ball. Il consiste à effectuer un lancer ou une frappe « en cloche » du ballon ou de la balle dans sa phase descendante de façon à éviter un adversaire en le contournant par les airs.

## Football et rugby
Il est réputé relativement difficile à exécuter car le dosage permettant à l'objet de retomber à l'intérieur de la surface de jeu ou dans le but sans subir d'interception prend en compte diverses variables. L'auteur de ce geste doit, dans un laps de temps très court, tenir compte de la position adverse et de son propre placement sur le terrain pour le réussir.

## Tennis
Le lob au tennis est inventé en 1878 par Frank Hadow, surprenant ainsi par ce coup défensif l'autre finaliste du tournoi de Wimbledon montant régulièrement au filet, Spencer Gore.

## Badminton
Dans le vocabulaire du badminton, le lob désigne particulièrement un tel coup joué depuis le filet par opposition au dégagement joué du fond du court ou à la défense longue qui suit un smash.